# Giurisprudenza dei concetti
Con giurisprudenza dei concetti (in tedesco Begriffsjurisprudenz) si intende una dottrina giuridica, opposta alla giurisprudenza degli interessi, considerata una sottoscuola del positivismo giuridico, secondo la quale «l’elaborazione di concetti generali e astratti sulla base di norme valide solo perché esistenti, aventi in quanto tali la natura di dogma (dogmatica giuridica).  Gli esponenti principali furono Friedrich Carl von Savigny, Rudolf von Jhering e Georg Friedrich Puchta